# ジュノ (歌手)
ジュノ（英: Junho、朝: 준호、1990年1月25日 - ）は、韓国の歌手、俳優である。アイドルグループ2PMのメンバー。本名はイ・ジュノ（朝: 이준호、漢: 李俊昊、英: Lee Junho）。日本でのメンバーカラーは「イエロー」。

## プロフィール
- 本名：イ・ジュノ　（李俊昊、이준호、Lee Junho)
  - ハングルを1文字ずつ読めばジュンホだが、ジュノと発音される。
- 生年月日：1990年1月25日
- 出生地：京畿道高陽郡(現：高陽市)一山
- 血液型：A型
- 身長：178cm 体重：67kg
- ポジション：リードボーカル、メインダンサー
- 学歴
  - 湖原(ホウォン)大学校 放送芸能科
  - 世宗大学大学院 映画芸術学科
- 趣味：音楽鑑賞、ダンス動画観賞、作曲の勉強、読書、ファッション雑誌観賞
- 特技： Beat box、ダンス、歌
  - 家族：両親、姉、愛猫のジャニ（ベンガル）、ウォリ（ベンガル黒）、クー、ボッキ、ランボ(2017.他界)、コメンイ（ロシアンブルー,実家猫, 2024.他界）
- 宗教：キリスト教徒

## 来歴
有名な演劇部がある高校に志願。2006年に初めて受けたオーディション、SBS 「Superstar Survival」で6500人の参加者の中から優勝し、JYPEの練習生になる。そのオーディションには2PMのチャンソン、テギョン、ハン・ソナ(Secret)も受けていた。
2008年に湖原（ホウォン）大学校放送芸能学部に入学。
2008年9月4日、2PMのメンバーとしてデビュー。
2012年10月30日、「第49回貯蓄の日の記念式」で政府褒賞者として金融委員長表彰を受賞。
2013年7月24日、日本で初となるソロ・ミニアルバム『キミの声』をリリースし、札幌、東京などの12会場にて初の日本ソロコンサートを開催
。
2013年、『監視者たち』で映画初出演を飾る。この作品のジュノを見たチョン・ドヨンが、映画『メモリーズ 追憶の剣』の剣術士ユル役にジュノを推薦した、とキャスティング秘話を明かしている
。
2015年、『二十歳』（はたち）で映画初主演を果たす。
2017年、『キム課長とソ理事〜Bravo! Your Life〜』のソ・ユル役が評価され、「2017年KBS演技大賞」で中編ドラマ優秀演技賞（男性部門）を受賞。また同作品でナムグン・ミンと「ベストカップル賞」も受賞。
2018年、韓国ドラマ「記憶〜愛する人へ〜」の日本リメイク版『記憶』に特別出演し、日本のドラマ初出演を果たす。
2019年5月30日、兵役のため芸能活動を休止し入隊。社会服務要員として服務、22ヵ月の役務を全うし2021年3月20日に除隊。
2020年3月、新型コロナウイルス拡散防止のため約300万円を寄付。
2021年、KOFIC「KOREAN ACTORS 200」に選定された。
2021年12月30日、「2021MBC演技大賞」にてイ・サン役を演じた『赤い袖先』(MBC) で最優秀演技賞およびイ・セヨンとベストカップル賞も受賞。
2021年12月31日、2021MBC 歌謡大祭典のMCに抜擢される。
2025年4月15日、JYPエンターテインメントとの専属契約を終了する。ただし、日本での活動は以後もJYPが担当する。

## 人物
- 年上であるメンバーにも物怖じしない態度から、「俺様」「皇帝」などと呼ばれる。その為、2013年の日本初ファンクラブイベントでは皇帝ペンギンをモチーフとした「皇帝ペンペン」となって登場した。
- 負けず嫌いであり、バラエティー番組中のゲームであっても真剣勝負を挑んでくる。
- 2010年韓国の番組で「人気の季節だ。いつか僕の季節が訪れる」と努力を地道に積み重ね、映画「監視者たち」、2013年7月24日に日本でソロデビュー、ジュノのステージ動画で2PM「My House」MVが5年ぶりに話題、2021年『赤い袖先』でついにジュノの季節が訪れた。
- 努力家であり身体を鍛えるだけではなく食事制限までして体づくりをしている。東京ドームコンサートのリハーサル中であっても食事抜きで飴だけ舐めていた。[注 1]
- おしりがプリッとしていることから「プリケツ」「プリケツ王子」とも愛称がついている。
- 実家で飼われているロシアンブルーのコメンイを可愛がっており、動物愛護活動にも参加している。
- アフリカの子供の支援をするなどボランティア活動にも積極的である。[注 2]
- 2019年5月28日、所属事務である『JYPエンターテインメント』が「兵務庁の身体検査で4級判定を受け、社会服務要員として兵役義務を履行することとなった」と明かした[11]。また、2PMの活動当時、アクロバットの練習中に発生した事故で右肩を大きく負傷。これにより、大きな手術を受けたが、多忙を極めていたため怪我から実に2年が経過していた。2012年11月17日には中国上海コンサート「2PM Tour 2012-What Time Is It?」の練習中に腰に激しい痛みを感じ病院検診を受診。その結果、脊椎骨折の軟骨を大きく負傷したという診断を受けた。手術後はリハビリ治療とトレーニングを行っていたが、完治とまではいかず、やむを得ず肩に無理が行く芸能活動をするときは、鎮痛剤を処方され服用してきた。このような理由から4級判定を受けたと説明。それでも国防の義務を誠実に尽くしたいという立場を伝えた[16]。

## ディスコグラフィ

### ミニ・アルバム
|     | リリース日    | タイトル     | 規格品番 | オリコン最高位 |
| --- | ------------- | ------------ | --- | -------------- |
| 1st | 2013年7月24日 | キミの声     | BVCL515/516(初回生産限定盤A：CD+DVD) BVCL517(初回生産限定盤B:CD) BVCL518(通常盤A:CD)                                                 | 3位            |
| 2nd | 2014年7月09日 | FEEL         | ESCL-4246(完全生産限定盤) ESCL-4247-8(初回生産限定盤A：CD+DVD) ESCL-4249(初回生産限定盤B：CD) ESCL-4250(通常盤：CD)                  | 2位            |
| 3rd | 2015年7月15日 | SO GOOD      | ESCL 4500(完全生産限定盤) ESCL-4501-2(初回生産限定盤A：CD+DVD) ESCL-4503(初回生産限定盤B：CD) ESCL-4504(通常盤：CD)                  | 3位            |
| 4th | 2016年7月20日 | DSMN         | ESCL-4672(完全生産限定盤：[CD] LPサイズ盤) ESCL-4673-4(初回生産限定盤A：CD+DVD) ESCL-4765(初回生産限定盤B：CD) ESCL-4676(通常盤：CD) | 2位            |
| 5th | 2017年7月26日 | 2017 S/S     | ESCL-4900 ～ ESCL-4901 (初回生産限定盤A：CD+DVD) ESCL-4902 (初回生産限定盤B：CD) ESCL-4903 (通常盤：CD)                              | 2位            |
| 6th | 2018年1月25日 | Winter Sleep | ESCL-4976 ～ ESCL-4977 (初回生産限定盤A：CD+DVD) ESCL-4978 (初回生産限定盤B：CD) ESCL-4979 (通常盤)                                  | 3位            |
| 7th | 2018年7月11日 | 想像         | ESCL-5095 ～ ESCL-5096 (初回生産限定盤A：CD+DVD) ESCL-5097 (初回生産限定盤B：CD) ESCL-5098 (通常盤：CD)                              | 1位            |

### ベスト・アルバム
| リリース日    | タイトル       | 規格品番                                                                                        | オリコン最高位 |
| ------------- | -------------- | ----------------------------------------------------------------------------------------------- | -------------- |
| 2018年12月5日 | JUNHO THE BEST | ESCL-5142～5143(初回生産限定盤：CD+DVD) ESCL-5144(通常盤:CD) ESC8-52～53(ファンクラブ盤:CD+DVD) | 6位            |

### スペシャルシングル
| リリース日    | タイトル | 規格品番 | オリコン最高位 |
| ------------- | -------- | --- | -------------- |
| 2023年8月23日 | CAN I    | ESCL-5866【Type A (CD)】完全生産限定盤 ESCL-5867【Type B (CD)】完全生産限定盤 ESCL-5868【Type C (CD)】完全生産限定盤 | TBD            |

## コンサート
- 2013年7月9日から、日本初のソロツアーを12会場で開催[25]。
- 2022年8月21日の公演は、ジュノにとって100回目のソロコンサートとなり、ファンと喜びを分かち合う記念すべき日となった[26]。

## 出演

### テレビ番組
- スーパースターサバイバル(SBS、2006年)
- 熱血男児（Mnet、2008年）2PM全員出演
- 2PM Wild bunny(Mnet、2009年)2PM全員で出演
- スポーツバラエティ「ドリームチーム2」（KBS、2010年〜）レギュラー
- M.Countdown（Mnet、2010年〜）司会
- ハッピートゥゲザー3 #61 （KBS 2TV、2010年5月20日）2PMニックンと出演
- 乗勝長駆 #17（KBS、2010年）2PM全員で出演
- 青春不敗 #43（KBS、2010年）2PM全員で出演
- ハッピートゥゲザー3 （KBS 2TV、2010年11月4日）2PM全員で出演
- Flowers(꽃다발) #22（MBC、2011年1月2日）2PMニックン.チャンソンと出演
- 2PM SHOW(KBS、2011年)全12回、2PM全員で出演
- ハッピートゥゲザー3（KBS 2TV、2011年8月4日）2PM全員で出演
- ワンソング～その女作詞、その男作曲（MBC music、2012年) キム・ソウンとともに楽曲制作[32][33]
- ランニングマン #151、152（SBS、2013年6月23日、6月30日)
- ラジオスター（MBC、2013年5月15日）2PM全員で出演
- ランニングマン #195(SBS、2014年 5月11日 ) 2PMテギョン以外のメンバーと出演
- 音楽旅行Yesterday (MBC、2014年3月29日)に出演
- ランニングマン #240（SBS、2015年3月29日)
- ランニングマン #256（SBS、2015年7月19日）2PM全員で出演
- 未来日記 (MBC、2016年) 2PMのテギョンと共演
- 2PM WILD BEAT (K STAR、2017年)全10回　2PM全員で出演
- ラジオスター（MBC、2017年4月19日）
- 私は一人で暮らす（MBC、 2017年4月28日 ）
- ハッピートゥゲザー S3#498（KBS 2TV、2017年5月18日）
- 覆面歌王（MBC、2017年7月9日、7月16日）[34][35]
- 知ってるお兄さん（JTBC、2017年12月9日）
- 一食ください（JTBC、2017年12月27日）
- ジャイアントペンTV（EBS1、2021年4月30日）
- 私は一人で暮らす（MBC、2021年、5月21日、9月3日、10月29日）
- 文明特急-MMTG（SBS YouTubeチャンネル、2021年5月27日）
- 文明特急-MMTG（SBS YouTubeチャンネル、2021年6月10日）2PM全員で出演
- スーパーマンが帰ってきた（KBS、2021年6月27日）2PMチャンソンと出演
- 知ってるお兄さん（JTBC、2021年7月3日）2PM全員で出演
- シックスセンス2（tvN、2021年7月23日)
- ラジオスター #744（MBC、2021年11月3日）[36]
- ラジオスター #755（MBC、2022年1月26日）[37]
- 赤い袖先を握りしめて（MBC、2022年1月31日）
- ラジオスター #756（MBC、2022年2月2日）[38]
- ユ・クイズ ON THE BLOCK #159（tvN、2022年6月29日）[39]
- 都市漁師 シーズン4 #4（Channel A、2022年7月30日）[40]
- JTBCニュースルーム（JTBC、2023年7月9日）[41]
- ホン＆キムのコイントス #51、52（KBS、2023年8月31日、2023年9月7日）[42]　2PM全員で出演

### テレビドラマ
- 2009年 スタイル（原題:스타일）(SBS) カメオ出演
- 2016年 記憶〜愛する人へ〜（原題:기억）(tvN) チョン・ジン 役[43]
- 2016年 むやみに切なく（原題:함부로 애틋하게）(KBS2) カメオ出演[44]
- 2017年 キム課長とソ理事〜Bravo! Your Life〜（原題:김과장）(KBS2) ソ・ユル 役[45]
- 2017年 ただ愛する仲（原題:그냥 사랑하는 사이）(JTBC) 主演 イ・ガンドゥ 役[46]
- 2018年 油っこいロマンス（原題:기름진 멜로）(SBS) 主演 ソ・プン 役[47]
- 2018年 記憶（韓国ドラマ「記憶〜愛する人へ〜」日本リメイク版）(フジテレビNEXT・J:COM) 最終話 カメオ出演 チョン・ジン 役[48]
- 2019年 自白（原題:자백）(tvN) 主演 チェ・ドヒョン 役[49]
- 2021年 赤い袖先（原題:옷소매 붉은 끝동）(MBC) 主演 イ・サン 役[50]
- 2023年 キング・ザ・ランド（原題:킹더랜드）(JTBC、Netflix)  主演 ク・ウォン 役[51]
- 2023年 セレブリティ（原題:셀러브리티）(Netflix) 最終話 カメオ出演[52]

### 映画
- 2011年『ホワイト』
- 2013年『監視者たち』 チャン・ジェウン 役（コードネーム/リス）[53]
- 2014年『メモリーズ 追憶の剣』 ユル 役[54]
- 2015年『二十歳』 主演 ドンウ 役[8]
- 2019年『薔薇とチューリップ』 主演 ネロ/デウォン（一人二役）[55]
- 2019年『色男ホ・セク』 主演 ホ・セク 役[56]

### ナレーション
- 2023年 ドキュメンタリー『ホワイトアウト：17年の記録』[57]（ENA、2023年12月22日、2023年12月29日）

## 受賞・ノミネート歴

### テレビ
| 年度 | 作品     | 部門                                    | 結果       |
| ---- | -------- | --------------------------------------- | ---------- |
| 2017 | キム課長 | 男性新人賞                              | ノミネート |
| 2017 | キム課長 | 中編ドラマ部門 男性優秀演技賞           | 受賞       |
| 2017 | キム課長 | ベストカップル賞（with ナムグン・ミン） | 受賞       |

| 年度 | 作品     | 部門                                | 結果 |
| ---- | -------- | ----------------------------------- | ---- |
| 2021 | 赤い袖先 | ミニシリーズ部門 男性最優秀演技賞   | 受賞 |
| 2021 | 赤い袖先 | ベストカップル賞（with イ・セヨン） | 受賞 |

| 年度 | 作品             | 部門                            | 結果       |
| ---- | ---------------- | ------------------------------- | ---------- |
| 2018 | 油っこいロマンス | 月火ドラマ部門 男性最優秀演技賞 | ノミネート |

| 年度           | 作品                           | 部門                           | 結果 |
| -------------- | ------------------------------ | ------------------------------ | ---- |
| 2019（第55回） | プレゼンターとして参加（映像） | プレゼンターとして参加（映像） | —    |
| 2021（第57回） | プレゼンターとして参加（映像） | プレゼンターとして参加（映像） | —    |
| 2022（第58回） | 赤い袖先                       | TV部門 男性 最優秀演技賞       | 受賞 |
| 2022（第58回） | 赤い袖先                       | TikTok 人気賞                  | 受賞 |
| 2023（第59回） | プレゼンターとして参加（映像） | プレゼンターとして参加（映像） | —    |
| 2024（第60回） | プレゼンターとして参加（映像） | プレゼンターとして参加（映像） | —    |

| 年度          | 部門     | 表彰名               | 結果 |
| ------------- | -------- | -------------------- | ---- |
| 2017（第2回） | 俳優部門 | ベストセレブリティ賞 | 受賞 |
| 2018（第3回） | 歌手部門 | ベストエモーティブ賞 | 受賞 |
| 2018（第3回） | 俳優部門 | 今年のアーティスト賞 | 受賞 |
| 2022（第7回） | 俳優部門 | 今年の俳優大賞       | 受賞 |
| 2022（第7回） | 俳優部門 | ホットトレンド賞     | 受賞 |
| 2023（第8回） | 俳優部門 | 今年の俳優大賞       | 受賞 |
| 2023（第8回） | 俳優部門 | ホットトレンド賞     | 受賞 |
| 2023（第8回） | 俳優部門 | 人気賞               | 受賞 |

| 年度          | 部門                                | 作品               | 結果       |
| ------------- | ----------------------------------- | ------------------ | ---------- |
| 2022（第8回） | ミニシリーズ部門 男性最優秀演技賞   | 赤い袖先           | 受賞       |
| 2023（第9回） | 大賞                                | キング・ザ・ランド | 受賞       |
| 2023（第9回） | 中編ドラマ部門 男性最優秀演技賞     | キング・ザ・ランド | ノミネート |
| 2023（第9回） | 男性俳優人気賞                      | —                  | 受賞       |
| 2023（第9回） | グローバルスター賞                  | —                  | 受賞       |
| 2023（第9回） | ベストキャラクター賞                | キング・ザ・ランド | 受賞       |
| 2023（第9回） | ベストカップル賞（with イム・ユナ） | キング・ザ・ランド | 受賞       |

### 映画
| 年度           | 作品                           | 部門                           | 結果 |
| -------------- | ------------------------------ | ------------------------------ | ---- |
| 2018（第39回） | プレゼンターとして参加（映像） | プレゼンターとして参加（映像） | —    |

### その他の賞
| 年度 | 表彰名                                                                             | 作品     | 部門         | 結果 |
| ---- | ---------------------------------------------------------------------------------- | -------- | ------------ | ---- |
| 2012 | 第49回 貯蓄の日 政府褒賞者 金融委員長表彰 《저축의 날 정부포상 대상자부분 저축상》 | —        | —            | 受賞 |
| 2022 | 第34回 韓国プロデューサー大賞 出演者賞                                             | 赤い袖先 | タレント部門 | 受賞 |
| 2024 | 第9回 金融の日 国務総理表彰                                                        | —        | 貯蓄投資部門 | 受賞 |

## エピソード
- 元プロ野球選手金善宇（キム・ソンウ）といとこ。
- 容姿が以前JYPEに所属していた人気歌手ピ（Rain）に似ているとよく言われる。
- 2PMの中でも優れた運動神経をもつメンバー。
- 2009年に出演したMTVの番組「Most Wanted」で「将来は有名なプロデューサーになりたい」と夢を語っている。
- 初恋は中学3年の時。同じ学校の隣の席に座っていた子で、付き合う前は別々の塾だったが親に「向こうの塾の先生が優秀」と言って同じ塾に通うようになる。特にデートをするわけでなく、塾に一緒に通うのが主な交際の思い出だったようである(韓国では学校が終わって塾に行くのが当たり前で塾が終わるのは夜中なため)。ある日、塾帰りで家まで送って行ったところ彼女との会話が途切れなかった為、ベンチに座って話をしていたら突如彼女の母親が現れ彼女の髪を掴みビンタするという衝撃的な出来事を体験。その後、別れることはなかったが、中学卒業となって自然消滅したとのこと。[64]
- コーラのイベントにて「彼女ができたら何がしたいですか？」との記者の質問に対して「シャワーしたい。」と発言し、会場を沸かせた。翌日には「彼女とコーラでシャワーがしたい。」と爆弾発言したと大きく報道される。あまりの暑さで頭がボーっとしていた為「今何がしたいのか」という質問だと勘違いをしたと本人は釈明している。ちなみに2013年5月14日の時点では彼女ができたら「抱きしめたい。」とのこと。[64]
- 日本のテレビ番組「明石家さんまのずっとあなたが好きだった!」で、渡辺直美からずっと好きだった本命の人として告白を受けた。その際本命に選んだくれたお礼にネックレスを渡辺直美にプレゼントした。
- 2016年7月の4枚目ソロミニアルバムのリリースに関して週刊女性からの取材の中で、「どんな女性と深く恋に落ちたいか」との記者の質問に対して、「もし、恋に落ちたとしたら？とことんまでいくタイプ。ツンデレなところがあると思う。相手のことを気にしていないように見えて、実は、しっかり見守っていたりする。わかりやすく表現するのが苦手。そういう思いをわかってくれる女性がいい。」と自身の恋愛観について言及している。[65]
- アイスクリームやソフトクリームが大好きである。食べている写真をSNSへアップすることもあり、ファンもアイスクリーム好きをよく承知している。ソロミニアルバムの一曲「Ice Cream」の歌詞に、好きなアイスクリームの味を全て入れている。一番好きな味はピスタチオ。[66]　最も好まない味はチョコミント。歯磨き剤や風邪薬の味がするため、との理由。
- 2020年模範社会服務要員として表彰される。[67]
- 手の長さは22cmで、2PMメンバーの中で最も手が大きい。左利きだが字は右手で書く。[68]
- ニックネームがかなり多い。 自ら最も気に入ったニックネームとしては"イFOX"と明かしている。（"イFOX"：ファンの気持ちを知っているということから生まれた愛称）[68]